# Zsuzsanna Jakabos
Zsuzsanna Jakabos (Pécs, 3 de abril de 1989) é uma nadadora húngara. Atualmente, compete pelo clube Pécsi Atlétikai Club.
Participou das Olimpíadas de Atenas 2004 (400 m medley individual) e Pequim 2008 (400 m medley individual e revezamento 4x200 m livre).